# Grenzhaus Heyerode

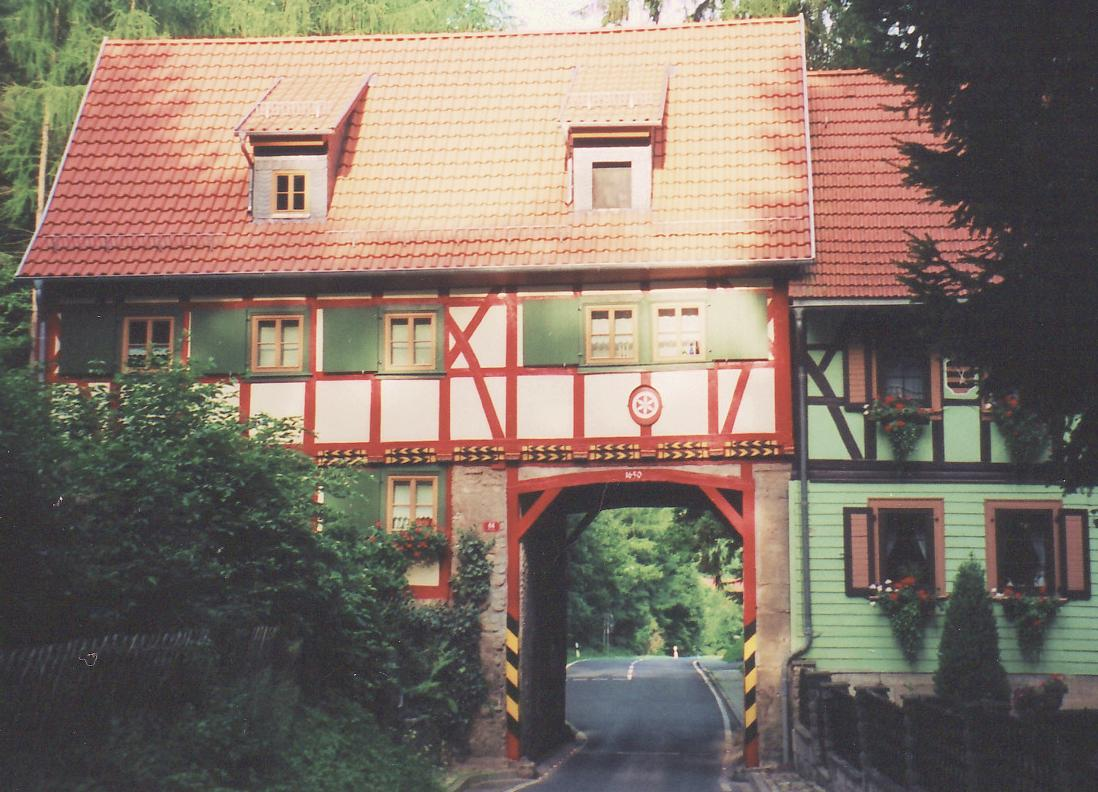
Teilansicht des Grenzhauses

Das Grenzhaus Heyerode ist ein Baudenkmal in der thüringischen Landgemeinde Südeichsfeld, Ortsteil Heyerode im Unstrut-Hainich-Kreis.
Das Grenzhaus Heyerode gehört zur Gemarkung Vogtei und steht am Mühlhäuser Landgraben, welcher das katholische Eichsfeld vom evangelischen Umland teilt. Es befindet sich etwa 600 m östlich der Ortslage von Heyerode an der heutigen Landesstraße 2104, die im Mittelalter als „Heerweg“ bezeichnet wurde und als Verbindungsstraße zum Werratal bedeutsam war. Das Grenzhaus war ein westlicher Grenzpunkt und Zolleinnahmestelle der Vogtei Dorla mit dem Gebiet des unter mainzischer Herrschaft befindlichen Eichsfeldes.

## Geschichte

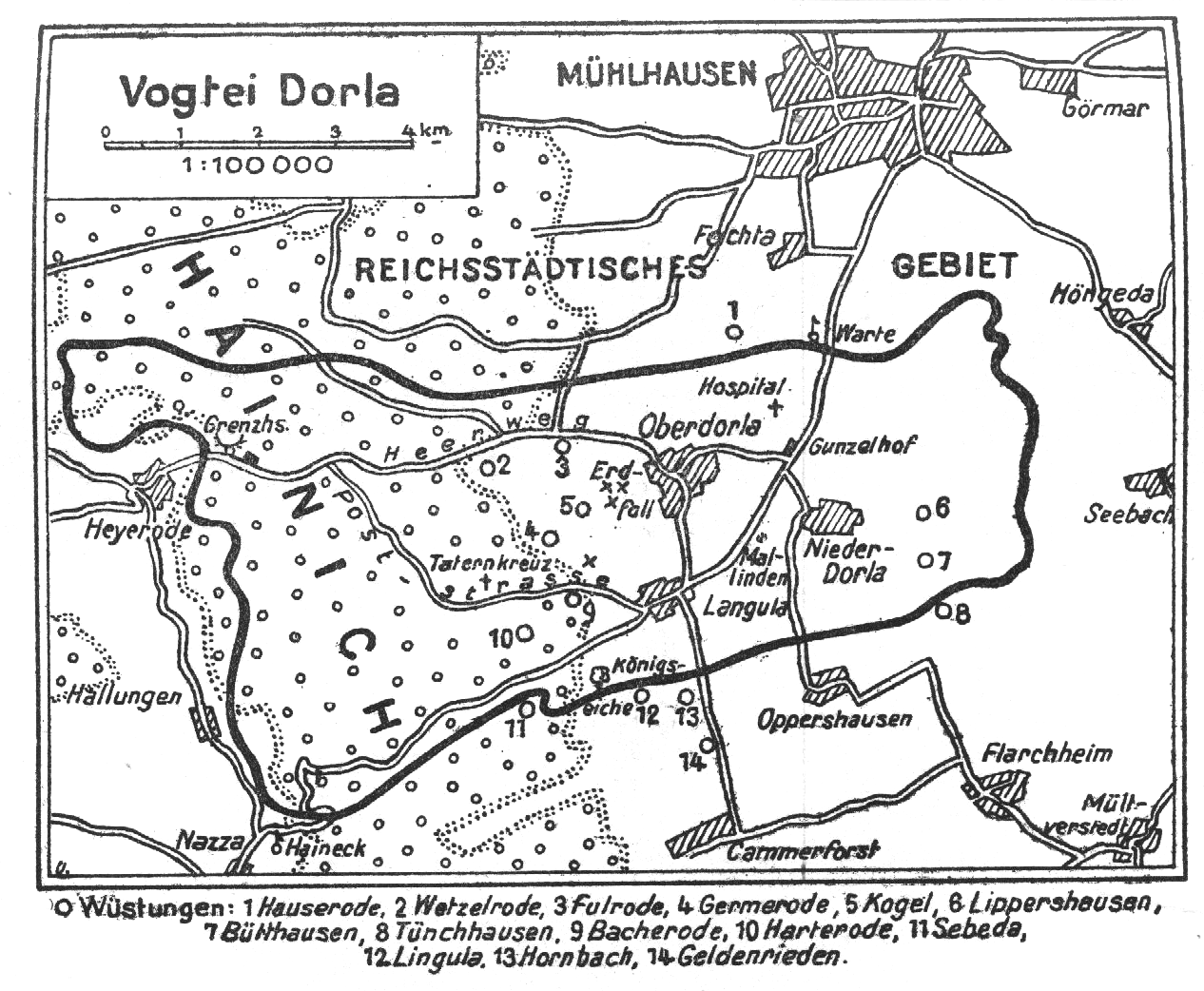
Übersichtskarte zur Vogtei Dorla

Innerhalb der Ganerbschaft Treffurt nahm die Vogtei Dorla, die die Orte Ober- und Niederdorla sowie Langula umfasste, eine Ausnahmestellung ein. Seit 967 war sie im Besitz von Kurmainz, das über das Schultheißenamt gebot, jedoch nicht über die an die Herren von Treffurt gefallene hohe Gerichtsbarkeit und die Vogtei über die Stiftskirche verfügte. Die Mark Dorla ging in dem sich ausbildenden Territorium der Treffurter Herren auf.
Als Rechtsnachfolger übernahmen die drei Treffurter Ganerben ab 1336 das Gebiet der Vogtei Dorla. Auch die mächtige und wohlhabende Reichsstadt Mühlhausen als nördlicher Nachbar zeigte stets ein lebhaftes Interesse an der Übernahme der Vogtei. Gerlach von Nassau verpfändete als Mainzer Bischof und Kurfürst 1360 seinen Anteil an den ganerblichen Einkünften und Rechten in der Vogtei an den Mühlhäuser Rat. Laut Verpfändungsurkunde übernahm die Reichsstadt das Dorlaer Schultheißenamt, die Vogtei und die niederen Gerichte zu Oberdorla, Niederdorla und Langula. Über 200 Jahre blieb die Stadt Mühlhausen fortwährend Pfandinhaber der Vogtei. Als Folge der Reformation und des Bauernkrieges hatte das Erzbistum Mainz einen bedeutenden Teil der unterstellten Klöster und Besitzungen in Thüringen verloren, die noch verbliebenen Gebiete sollten gerettet werden. Am 17. November 1572 kündigte Mainz deshalb auf Rückgabe und am 19. März 1573 löste der Mainzer Kurfürst Daniel Brendel von Homburg die Vogtei mit 4968 Talern wieder ein.
Die früheste kartographische Darstellung (noch als Torturm) findet sich auf der 1603 angefertigten und 1615 verbessert vorgelegten Übersichtskarte zur Amtsbeschreibung Abriß der gantzen gemeinen Ganerbschafft Trefurt, auch des Genicks und daran anstoßender Chur- und Fürstlicher Gränitzen Anno 1615.
Schon die Zeit des Spätmittelalters war geprägt vom Fehdewesen und dem Raubrittertum. An den nördlichen Abschnitt des Mühlhäuser Landgrabens, der etwa ab 1350 als Doppel- und Einfachgraben angelegt und als Grenzbefestigung der Stadt Mühlhausen genutzt wurde, war zeitnah ein südlich folgender Landwehrabschnitt errichtet worden. Er trägt in alten Karten noch den Namen „Chursächsische Landwehr“ und sicherte das nun ebenfalls von Mühlhausen mitverwaltete Gebiet der Vogtei Dorla. Beginnend am Güldenen Holz bei Diedorf bis zum Grenzhaus Heyerode sind auch heute noch Reste dieser Grabenbefestigungen im Wald erkennbar. Der folgende Abschnitt ist durch historisches Kartenmaterial als „Knick“ belegt, dort wurde offenbar nur eine undurchdringliche Hecke angepflanzt. Als südwestlicher Abschnitt und Fortsetzung gilt die etwa fünf Kilometer südlich im Lempertsbachtal an der Burgruine Haineck bei Nazza erbaute Landwehr. Nach dem Vorbild des Mühlhäuser Landgrabens wurde auch der Straßendurchlass der „Vogteier Landwehr“ bei Heyerode mit einem Zollhaus und Wachturm versehen, der Ort wurde in Kriegszeiten durch militärische Einheiten bewacht, in Friedenszeiten hatten die „Hainknechte“ als Forstaufseher und Grenzpatrouillen diese Aufgabe zu erfüllen. In einem Vertrag von 1773 zwischen Kursachsen und Kurmainz wurde festgelegt, das ab diesem Zeitpunkt die Forststelle im Grenzhaus abwechselnd von beiden Vertragspartner besetzt wird. Es lag an einem Knick, auch Hagen genannt, der fiskalischer Besitz war und nicht Gemeindebesitz der Vogteier Dörfer.  Der einstige Torturm und auch das heutige Gebäude markiert somit einen über 1000 Jahre gültigen Grenzverlauf.

## Baugeschichte

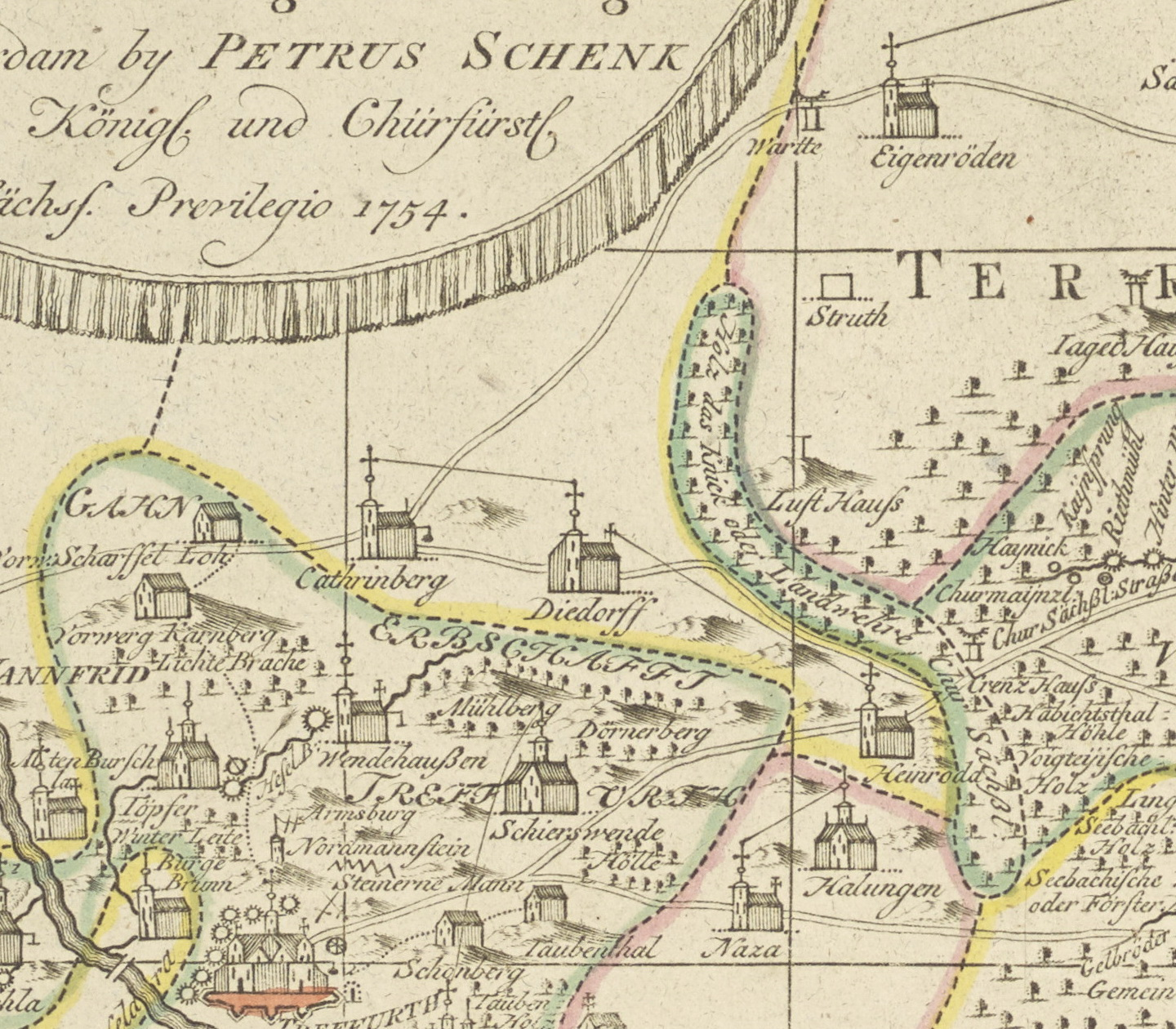
Das Grenzhaus an der kursächsischen Straße um 1750

Im Jahr 1572 war an der Straße über den Hainich nach Heyerode ein "neuwe Schläge" erwähnt, einem erst kürzlich errichteten Schlagbaum. 1613 wurde ein erstes Grenzhaus von Kursachsen erbaut. 
Der zunächst als Torturm errichtet Straßendurchlass war nach dem Dreißigjährigen Krieg eine Ruine und wurde unter Verwendung des massiven Turmgeschosses  als Fachwerkhaus erneuert. Am restaurierten Gebäude erkennt man heute neben dem aufgemalten Mainzer Wappen die Angabe der Jahreszahl 1650.
Das Grenzhaus diente nun als eines der etwa zehn überlieferten Forsthäuser im Hainich. Die 1911 eröffnete Bahnstrecke Mühlhausen–Treffurt nutzte das beim Grenzhaus Heyerode günstige Terrain zur Querung des Gebirges. In Sichtweite des Grenzhauses wurden der Bahnhof Heyerode und weitere Gebäude erbaut. Durch Heimatschriftsteller und Berichte in den Tageszeitungen wurden Ausflügler auf das kuriose Gebäude aufmerksam gemacht, es entging so einem drohenden Abriss und wurde als Baudenkmal ausgewiesen. In der DDR-Zeit wurde das Haus zunächst noch vom Forst genutzt und 1990 an einen Maler verkauft, es befindet sich heute in Privatbesitz.